# Uudam
Uudam (tiếng Mông Cổ: ᠠᠭᠤᠳᠠᠮ, Hán-Việt: Ô Đạt Mộc; bính âm: Wū dá mù, sinh ngày 9 tháng 9 năm 1999) là nam ca sĩ dân tộc Mông Cổ ở Trung Quốc, người đã nổi danh vào năm 2011 trong Chương trình tìm kiếm tài năng của Trung Quốc (China's Got Talent). Anh được biết đến với bài hát biểu diễn gây xúc động có tên Người mẹ trong mơ hay Mẹ về trong giấc mơ (梦中额吉). Đoạn clip ca khúc Mẹ về trong giấc mơ của Uudam đã gây sốt trên các trang mạng. Uudam không giành được chiến thắng cao nhất tại China’s Got Talent 2011 nhưng giọng hát, gương mặt cậu bé đã gây ấn tượng sâu sắc với khán giả.

## Tiểu sử
Uudam là bé trai dân tộc Mông Cổ Trung Quốc vì anh sinh ngày 9 tháng 9 năm 1999, cho nên còn gọi là Tiểu Cửu và Mộc Mộc. Trong tiếng Mông Cổ, Uudam có nghĩa là mênh mông rộng lớn. Ngay từ nhỏ anh đã có năng khiếu ca hát. Anh có giọng hát rất trong trẻo và cao, anh cũng thích đá bóng, và anh đã tham gia đoàn hợp xướng Ngũ sắc Hu-lun-bây-ơ (Hulunbeier).
Uudam mồ côi cả cha lẫn mẹ khi mới 11 tuổi. Năm Uudam tám tuổi, mẹ anh không may bị tai nạn khiến chân dưới bị liệt, qua nhiều lần cứu chữa bệnh tình vẫn không đỡ, một năm sau mẹ anh qua đời. Còn lại hai cha con sống trong cảnh gà trống nuôi con, năm Uudam 11 tuổi, cha anh trên đường đi xem con trai mình biểu diễn không may cũng bị tai nạn giao thông, để lại Uudam mồ côi cả cha lẫn mẹ.

## Người mẹ trong mơ
Trong cuộc tuyển chọn tài năng trên sân khấu Nhà hát lớn Thượng Hải diễn ra vào ngày 29 tháng 5 năm 2011, khi xuất hiện trên sân khấu, Uudam tỏ ra rất bản lĩnh, và chững chạc hơn tuổi khi trả lời rất trôi chảy và tự nhiên các câu hỏi của giám khảo, anh nói với đông đảo khán giả tại hiện trường rằng:
| “       | Khi nào hễ nhớ tới mẹ, là cháu lại hát bài này. Cháu hát bài hát này rất nhiều lần. Mỗi sáng thức dậy, cháu lại hát bởi vì cháu rất nhớ mẹ, mẹ cháu đang ở trên thiên đường, Thỉnh thoảng cháu lại nằm mơ thấy mẹ ở bên cạnh mình | ” |
| — Uudam | |   |

Khi giám khảo hỏi Uudam: Thế mẹ cháu giờ đang ở đâu?, Uudam trả lời: Mẹ cháu đang ở trên thiên đường ạ. Câu trả lời của cậu bé 12 tuổi khiến cho cả khán phòng lặng im.
Nội dung bài hát: Trong đất trời bao la, em mơ thấy mẹ đang cầu nguyện cho em, mẹ đưa cho em sữa, thứ quý giá của đất trời, mẹ của em đang ở một nơi rất xa. Khi những vì sao đang lấp lánh trên đồng cỏ xanh, em lại nghĩ về khuôn mặt ân cần của mẹ. Mẹ ở thiên đường và cầu nguyện cho em một cuộc sống bình an, hạnh phúc. Mẹ đang ở một nơi rất xa

## Nghi vấn
Sau đó, có nghi ngờ anh hát nhép khi người thể hiện bản gốc Mẹ về trong mơ là của một thiếu niên Pa-tơ-ơ Dao-ơ chi (Ba Đặc Nhĩ) hiện đang theo học tại Học viện nghệ thuật Mông Cổ, cũng là dân tộc Mông Cổ trình bày vào năm 2007 khi 14 tuổi. Khi so sánh phần hát thật và phần công chiếu thì khác điều này cho thấy một sự thật được phát hiện là giọng ca thật cậu bé đã bị thay bằng giọng hát khác khi phát sóng trên truyền hình, Điều này làm dấy lên nghi ngờ cậu bé Uudam gian lận hát nhép khi khán giả phát hiện ra sự giống nhau trong giọng của Uudam và Ba Đặc Nhĩ.
Cả Ba Đặc Nhĩ và Đội hợp xướng thiếu nhi Hulunbeier mà Ba Đặc Nhĩ và Uudam đều là thành viên đã lên tiếng khẳng định, giọng hát được phát trên truyền hình là của Ba Đặc Nhĩ. Và đây là một bài hát mà Ba Đặc Nhĩ trình bày trong album do Đội hợp xướng thiếu nhi Hulunbeier phát hành. Trong phiên bản của Ba Đặc Nhĩ, Mẹ mà cậu bé hướng tới là quê hương, còn Mẹ trong ca từ của Uudam chính là người mẹ của anh. Chính vì vậy, trong câu hát của Ba Đặc Nhĩ người ta nhận thấy sự mạnh mẽ và âm hưởng tự hào còn trong giọng hát của Uudam, sự mềm mại, và tình yêu thương mãnh liệt là thể hiện rất rõ nét.